# الكلبتين (يريم)

تعديل مصدري - تعديل

الكلبتين محلة تابعة لقرية المراحب، التابعة لعزلة ارياب بمديرية يريم إحدى مديريات محافظة إب في الجمهورية اليمنية.، بلغ تعداد سكانها 42 حسب تعداد اليمن لعام 2004.